# 北村耕造
北村 耕造（きたむら こうぞう、1877年（明治10年）9月25日- 1939年（昭和14年）6月27日）は、日本の建築家。宮中顧問官。

## 経歴
京都で、代々近衛家の家臣をつとめる家に生まれる。
1903年（明治36年）に東京帝国大学建築学科を卒業。同期の卒業生には佐野利器、佐藤功一、大熊喜邦、田辺淳吉らがおり、同期の集名「どんぶり会」の一人。
卒業後は建築請負業清水満之助商店本店（現・清水建設）に入社。在籍中には海外の建築界を視察するために一年間の長期出張を命ぜられた。
1913年（大正2年）に清水組大阪支店長を歴任したのち、1917年（大正6年）に清水組を退社。今度は財団法人理化学研究所建設工事主任技師へと転じた。
次いで1921年（大正10年）には宮内省内匠寮に移り、宮内技師・工務課建築係長をつとめた。1922年（大正11年）工務課長に任ぜられた。1927年（昭和2年）には御料館（帝室林野局木曽支局、長野営林局福島営林署）を手がける。1931年（昭和6年）工務課長を免ぜられ、同年内匠寮臨時帝室博物館造営課長となった。
また1930年（昭和5年）から7年間、建築学会副会長もつとめた。皇の建築責任者としては片山東熊、大沢三之助につぐ三代目となる。帝大同級生の佐野や佐藤らの活躍に比べ地味な存在ではあったが組織の長としてはその童顔といいおだやかな人柄といい、部下が自由に腕をふるうにはかえって都合がよかったという。内匠寮の震災後の重なる仕事、東伏見官邸(大正14年)、秩父官邸(昭和二年)、李王邸(昭和四年)、学習院(昭和五年)、高松宮邸(昭和六年) などほとんど彼が手がけている。昭和12年に辞官。墓所は多磨霊園。